# Деци-
деци-, д (від лат. decimus — «десята [частина]») — префікс системи SI, що означає множник 10−1 (1/10).
Прийнята у 1795 році, хоча широко застосовувалася і до цього.
Для позначення використовується мала буква д (в українській мові) або d (у міжнародному варіанті) безпосередньо перед позначенням одиниці, наприклад: децибел — дБ (dB), дециметр — дм (dm).
Найчастіше вживається префікс у поєднанні з назвою позасистемної одиниці бел (Б). Децибелом вимірюють гучність звуку та деякі інші відношення. У системі ж частіше за інших використовують дециметр (дм) і кубічний дециметр (дм³), що дорівнює 1 літру.
В українській мові [джерело?]префікс деци заведено вживати тільки у перерахованих вище трьох випадках. Для решти величин зазвичай вказують кількість десятих частин, наприклад: 0,1 с — одна десята секунди, замість 1 дс — одна децисекунда. Або виражати значення через префікси більшою дільності, наприклад: 100 мВ — мілівольтів, замість 1 дВ — один децивольт. Хоча формально застосування з будь-якими одиницями SI й не заборонено, однак у будь-яких інших сполученнях, крім трьох зазначених, буде визнано помилкою (у тому числі й програмами перевірки орфографії).